# Čhamdo
Čhamdo (tibetsky ཆབ་མདོ་, Wylie chab-mdo; anglicky Qamdo nebo Chamdo; čínsky 昌都, pinyin: Changdu) je městská prefektura v Tibetské autonomní oblasti.
Po Lhase a Žikace je třetím největším městem v TAO.

## Geografie

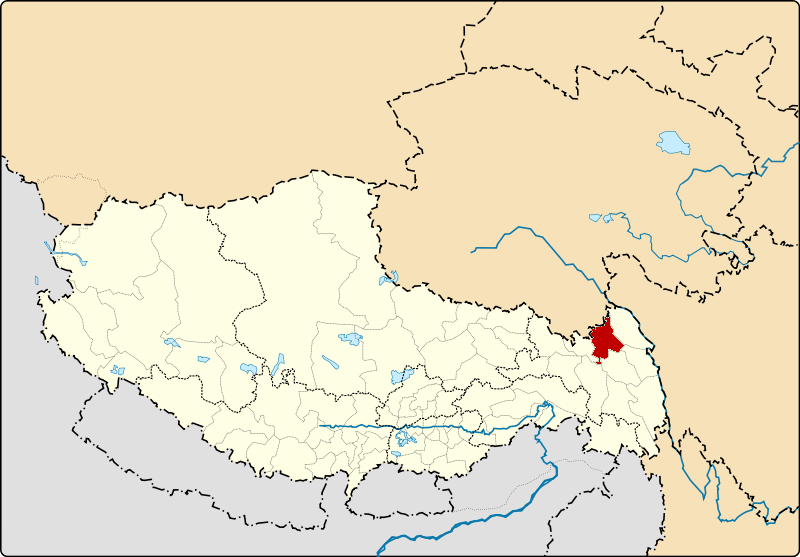
Poloha Čhamdo v Tibetu

Městem, které leží v nadmořské výšce 3230 metrů, protékají řeky Dzaču a Ngomču, jejichž soutok uprostřed města vytváří řeku Lancang. Čhamdo se nachází asi 500 km východně od Lhasy. Díky horskému terénu se však vzdálenost po silnici protáhne na více než 1 000 km. Čhamdo hraničí na východě s provincií S'-čchuan, na jihu s provincií Jün-nan a Ňingthri, na východě s Nagčhu a na severu s provincií Čching-chaj. Nejvyšší hora měří 5 460 metrů a nejnižší místo má 3 100 metrů.

## Historie
Podle tradičního dělení Tibetu se Čhamdo nachází v provincii Kham a historicky bývalo i jejím správním střediskem. V 15. století zde byl postaven významný klášter Gandän Čhampaling. V roce 1912 byl zničen, ale v roce 1917 byl znovu obnoven a dnes zde žije asi 800 mnichů.
Během anexe Tibetu Čínou v roce 1950 se Čhamdo stalo prvním velkým městem obsazeným čínskou armádou. V té době byl hlavním místodržícím a velitel Čhamdských vojenských jednotek Ngaphö Ngawang Džigme, který po vpádu Číňanů uprchl. Během několika dnů byl dopaden a donucen kapitulovat. O rok později v Pekingu podepsal Sedmnáctibodovou dohodu, čímž se Tibet legitimně vzdal nároku na nezávislost.

## Kultura

### Turistika
Oblast Čhamdo byla po většinu okupace Čínou nepřístupná zahraničním turistům. Od roku 2010 je okres Čhamdo oficiálně uzavřený pro zahraniční návštěvníky.
V okrese Riwočhe se nachází stejnojmenný klášter, založený ve 13. století školou Kagjüpa. Dnes v klášteře žije asi 300 mnichů. Klášter se nachází blízko hranice TAO a provincie Čching-chaj, proto sem mohou zavítat i zahraniční turisté.

## Demografie
V roce 2011 byl počet obyvatelstva 715 300, z toho 124 400 žije v hlavním městě Čhamdo - městském obvodu Kharo. Tibeťané představují až 95% celkového počtu obyvatel celé oblasti, dále zde žijí Nasiové, Miaové, Pajové (národnosti žijící v jižní Číně), Číňané a další.

## Doprava
Čhamdo protíná silnice G317, která je nazývána Čchuan-Zang kung-lu (川藏公路 S’-čchuansko - Tibetská). Silnice vede z Čcheng-tu do Nagčhu, byla vybudována v 50. letech 20. století za účelem jednoduššího postupu čínské armády při okupaci Tibetu. Ze severu na jih protíná město silnice G214, která vede z města Si-ning na jih provincie Jün-nan.
123 km jižně od města Čhamdo leží ve výšce 4 300 metrů nad mořem letiště Čhamdo Pangda. První civilní let byl uskutečněn v roce 1995. Délka ranveje měří přes 5 km, čímž se stala nejdelší na světě. Letiště obsluhuje lety především do města Čcheng-tu a Lhasy. Do roku 2013 bylo nejvýše položeným letištěm na světě. Po dokončení letiště v Nagčhu se stane třetím nejvýše položeným letištěm na světě.

## Administrativní dělení
V roce 1959 ustanovila na území čínská vláda okres Čhamdo. V roce 1970 ustanovila čínská vláda na území zahrnující okres Čhamdo prefekturu Čhamdo se správním městem Čhamdo. V roce 2014 byla prefektura přejmenována na městskou prefekturu, která se skládá z městského obvodu Kharo a dalších 10 okresů.
| Mapa | Mapa                | Mapa        | Mapa              | Mapa     | Mapa          | Mapa                | Mapa          | Mapa |
| ---- | ------------------- | ----------- | ----------------- | -------- | ------------- | ------------------- | ------------- | ---- |
|      |                     |             |                   |          |               |                     |               |      |
| #    | název               | Tibetsky    | Wylie             | Čínsky   | pchin-jin     | obyvatelstvo (2010) | rozloha (km²) |      |
| 1    | městský obvod Kharo | མཁར་རོ་ཆུས།   | mkhar ro chus     | 卡若区   | Kǎruò Qū      | 116 500             | 10 794        |      |
| 2    | okres Džoda         | འཇོ་མདའ་རྫོང་  | 'jo mda' rdzong   | 江达县   | Jiāngdá Xiàn  | 76 026              | 13 164        |      |
| 3    | okres Godžo         | གོ་འཇོ་རྫོང་    | go 'jo rdzong     | 贡觉县   | Gòngjué Xiàn  | 40 434              | 6 323         |      |
| 4    | okres Riwočhe       | རི་བོ་ཆེ་རྫོང་   | ri bo che rdzong  | 类乌齐县 | Lèiwūqí Xiàn  | 49 870              | 6 355         |      |
| 5    | okres Tengčhen      | སྟེང་ཆེན་རྫོང་   | steng chen rdzong | 丁青县   | Dīngqīng Xiàn | 69 888              | 12 408        |      |
| 6    | okres Dragjab       | བྲག་གཡབ་རྫོང་  | brag g-yab rdzong | 察雅县   | Cháyǎ Xiàn    | 56 789              | 8 251         |      |
| 7    | okres Pašö          | དཔའ་ཤོད་རྫོང་  | dpa' shod rdzong  | 八宿县   | Bāsù Xiàn     | 39 021              | 12 336        |      |
| 8    | okres Dzogang       | མཛོ་སྒང་རྫོང་   | mdzo sgang rdzong | 左贡县   | Zuǒgòng Xiàn  | 44 320              | 11 837        |      |
| 9    | okres Markham       | སྨར་ཁམས་རྫོང་  | smar khams rdzong | 芒康县   | Mángkāng Xiàn | 81399               | 11 576        |      |
| 10   | okres Lhorong       | ལྷོ་རོང་རྫོང་    | lho rong rdzong   | 洛隆县   | Luòlóng Xiàn  | 47 491              | 8 048         |      |
| 11   | okres Pälbar        | དཔལ་འབར་རྫོང་ | dpal 'bar rdzong  | 边坝县   | Biānbà Xiàn   | 35 767              | 8 774         |      |